# الجينات المتماثلة
الجينات المتماثلة أو «الجينات الناحتة» هي جينات تحدد أيًا من أجزاء الجسم تكون أعضاءه. ومن أمثلتها جينات هوكس وباراهوكس التي تلعب دورًا مهمًا في تقسيم أجزاء الجسم، ومن أمثلتها أيضًا الجينات التي يضمها صندوق مادس في نموذج ABC لتطور الزهور.
إن الجينات المتماثلة هي الجينات التي تدخل في تسلسلات ونماذج
التطور. فعلى سبيل المثال، تقوم الجينات المتماثلة بتحديد
وقت تكون أجزاء الجسم في الحشرات وموقعه وكيفيته. وتؤدي التغييرات
في هذه الجينات إلى حدوث تغيرات في نمط أجزاء الجسم، وفي بعض الأحيان تؤدي إلى
آثار غربية مثل نمو الأرجل في موضع قرون الاستشعار أو نمو
مجموعة إضافية من الأجنحة أو، في حالة النباتات، نمو زهور بها أعداد غير طبيعية من
الأجزاء. ويُعرف حامل الشكل المتغير (المتحول) من الجينات المتماثلة
باسم الجين المتماثل المتحول.
بالإضافة إلى ذلك، تبين أن الجينات المتماثلة في حشرات الفواكه المعروفة باسم جينات هوكس مرتبة بنفس ترتيب أجزاء الحشرة التي تؤثر عليها. أي أن الجين الأول يؤثر على الفم، والثاني يؤثر على الوجه، أما الثالث فيؤثر على مقدمة الرأس وهكذا حتى الجين الثامن والأخير الذي يؤثر على البطن.